# Teorias tributárias
Há várias teorias de tributação existentes na economia pública. Os governos em todos os níveis (nacional, regional e local), necessitam destas para aumentar a receita de uma variedade de fontes para o financiamento das despesas do setor público. 
Adam Smith, em A Riqueza das Nações (1776) escreveu:
"Tais coisas como defender o país e a manutenção de instituições de bom governo são de interesse geral do público. Assim, é razoável que a população como um todo deve contribuir para o imposto de custos. É também razoável exigir certas outras coisas, de um sistema de impostos como, por exemplo, os montantes de imposto que os  indivíduos vão pagar devem ter alguma relação com suas habilidades para pagar... Bom impostos atendem a quatro critérios principais. Eles são: (1) São proporcionais aos rendimentos ou habilidades para pagar, (2) São determinados, ao invés de variar arbitrariamente, (3), Sejam pagos parceladamente e de maneiras convenientes para os contribuintes e (4) baixos, facilitando administrar e recolher." 
Na moderna  literatura sobre finanças públicas, há duas principais questões: quem pode pagar e qual será o  benefício (Princípio do benefício). Influentes teorias têm sido apresentadas, tais como a de Arthur Cecil Pigou e a teoria do benefício desenvolvida por Erik Lindahl. Há uma versão posterior do benefício, a teoria conhecida como a teoria da "troca voluntária".
Na teoria do benefício, os níveis de tributação são determinadas automaticamente, porque os contribuintes pagam, proporcionalmente, para o governo e para os benefícios que recebem. Em outras palavras, os indivíduos que se beneficiariam de serviços públicos pagariam mais impostos. Aqui, dois modelos de adoção de benefício abordagem são discutidos: O Modelo de Lindahl e o Modelo de Bowen.

## Modelo de Lindahl

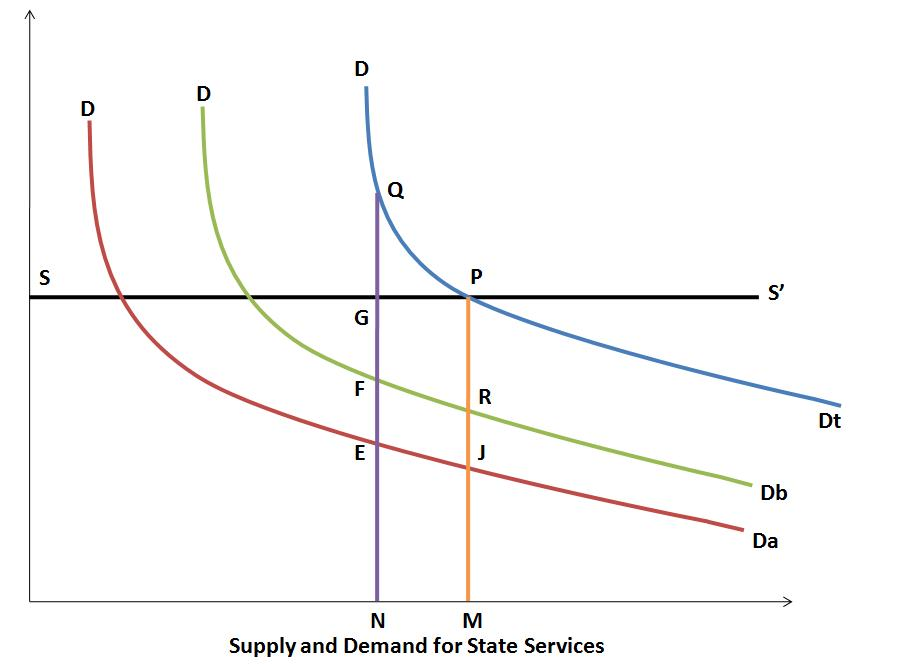
Modelo de Lindahl

Lindahl tenta resolver três problemas:
- Extensão de atuação do estado.
- A alocação do total de despesas entre os diversos bens e serviços
- Alocação da carga tributária

No modelo de Lindahl, se a SS é a curva de oferta de serviços do estado, supõe-se que a produção de bens sociais é linear e homogênea. DD's são as curva de demanda dos contribuintes, e Bdd é a curva de demanda do contribuinte B. A soma horizontal das duas curvas de demanda resulta na demanda total para os serviços do estado. A e B pagam diferentes proporções do custo dos serviços, que é medido verticalmente. Quando a quantidade de serviços são produzidos, contribui NE e B contribui NF; o custo de suprimento é NG. Uma vez que o estado não tem fins lucrativos, aumenta sua oferta de OM. A este nível, contribui MJ e B contribui MR (o custo total do abastecimento). O equilíbrio é alcançado no ponto P voluntário, a base de troca.

## Modelo de Bowen

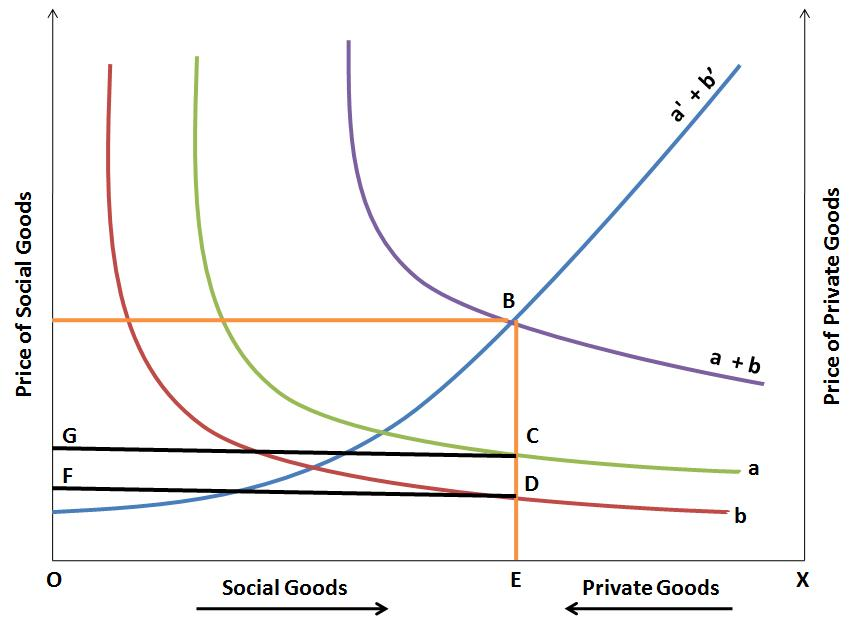
Modelo de Bowen

O modelo de Bowen  tem mais significado operacional, pois demonstra que, quando os bens sociais são produzidos sob condições de aumento de custos, o custo de oportunidade de bens privados é inevitável. Por exemplo, se há um bem social e dois contribuintes (A e B), sua demanda por bens sociais, é representado por a e b, a+b é a demanda total por bens sociais. A curva de oferta é mostrado por um'+b', indicando que os bens são produzidos sob condições de aumento de custos. O custo de produção dos bens sociais, é o valor de perdas de bens privados; isso significa que a'+b' também é a curva de demanda de bens privados. A interseção de custo e demanda, curvas B determina a forma como um determinado rendimento nacional deve (de acordo com os contribuintes e desejos) a ser dividido entre o social e bens privados; portanto, deve haver OE bens sociais e EX bens privados. Em simultâneo, o imposto ações de A e B são determinadas pela sua procura individual de horários. O total de impostos necessários é a área (ABEO), dos quais A está disposto a pagar GCEO e B está disposto a pagar FDEO.

### Vantagens e limitações
A vantagem da teoria do benefício é a correlação direta entre as receitas e as despesas de um orçamento. Aproxima-se o comportamento do mercado na alocação de procedimentos do setor público. Apesar de simples na sua aplicação, o teoria do benefício tem dificuldades:
- Ele limita o escopo das atividades do governo
- O governo não pode ajudar os pobres, nem tomar medidas para estabilizar a economia
- Apenas aplicável quando beneficiários podem ser observados diretamente (impossível para a maioria dos serviços públicos)
- Tributação de acordo com o princípio do benefício  poderia deixar a distribuição de renda real inalterada

### Abordagem da capacidade para pagar
A abordagem da capacidade de pagamento trata das receitas do governo e das despesas separadamente. Os impostos baseiam-se na capacidade dos contribuintes para pagar; não há um quid pro quo. Impostos pagos são vistos como um sacrifício pelos contribuintes, o que levanta a questão de que o sacrifício de cada contribuinte, deve ser e como deve ser medido:
- A igualdade de sacrifício: O total de perda de utilidade, como resultado de tributação deve ser igual para todos os contribuintes (os ricos serão tributados mais pesadamente do que os pobres)
- A igualdade proporcional sacrifício: A proporcional perda de utilidade, como resultado de tributação deve ser igual para todos os contribuintes
- A igualdade do sacrifício marginal: A instantânea perda de utilidade (como medido pela derivada da função de utilidade), como resultado de tributação deve ser igual para todos os contribuintes. Este, portanto, implicará uma menor agregação de sacrifício (o sacrifício total será menor).

Matematicamente, as condições são as seguintes:
- A igualdade absoluta de sacrifício= U(Y)-U(Y-T), onde y=renda e t=valor do imposto
- A igualdade proporcional de sacrifício= (U(Y)-U(Y-T))/U(Y), onde U(Y)=total de utilidade de y
- A igualdade marginal do sacrifício= (dU(Y-T))/(d(Y-T))[6]